# Irina Jatčenková
Irina Jatčenková bělorusky Ірына Васільеўна Ятчанка, rusky Ирина Васильевна Ятченко (* 31. října 1965 Homel) je bývalá běloruská atletka, mistryně světa v hodu diskem z roku 2003.

## Kariéra
Během pěti olympijských startů vybojovala v Sydney v roce 2000 bronzovou medaili v hodu diskem. Největší úspěch pro ni znamenal titul mistryně světa v hodu diskem ze šampionátu v Paříži v roce 2003. Svůj osobní rekord 69,14 metru vytvořila v roce 2004. V témže roce původně vybojovala bronzovou medaili na Olympijských hrách v Athénách, při zpětném testování ale vyšlo najevo, že si pomohla k výsledku dopingem, a o medaili nakonec přišla.